# Mine de Yatela
La mine de Yatela est une mine à ciel ouvert d'or située au Mali dans la région de Kayes. Elle a ouvert en 2001. Elle a une capacité de production de 1,4 million d'onces de minerai d'or.